# نیروهای مسلح قطر

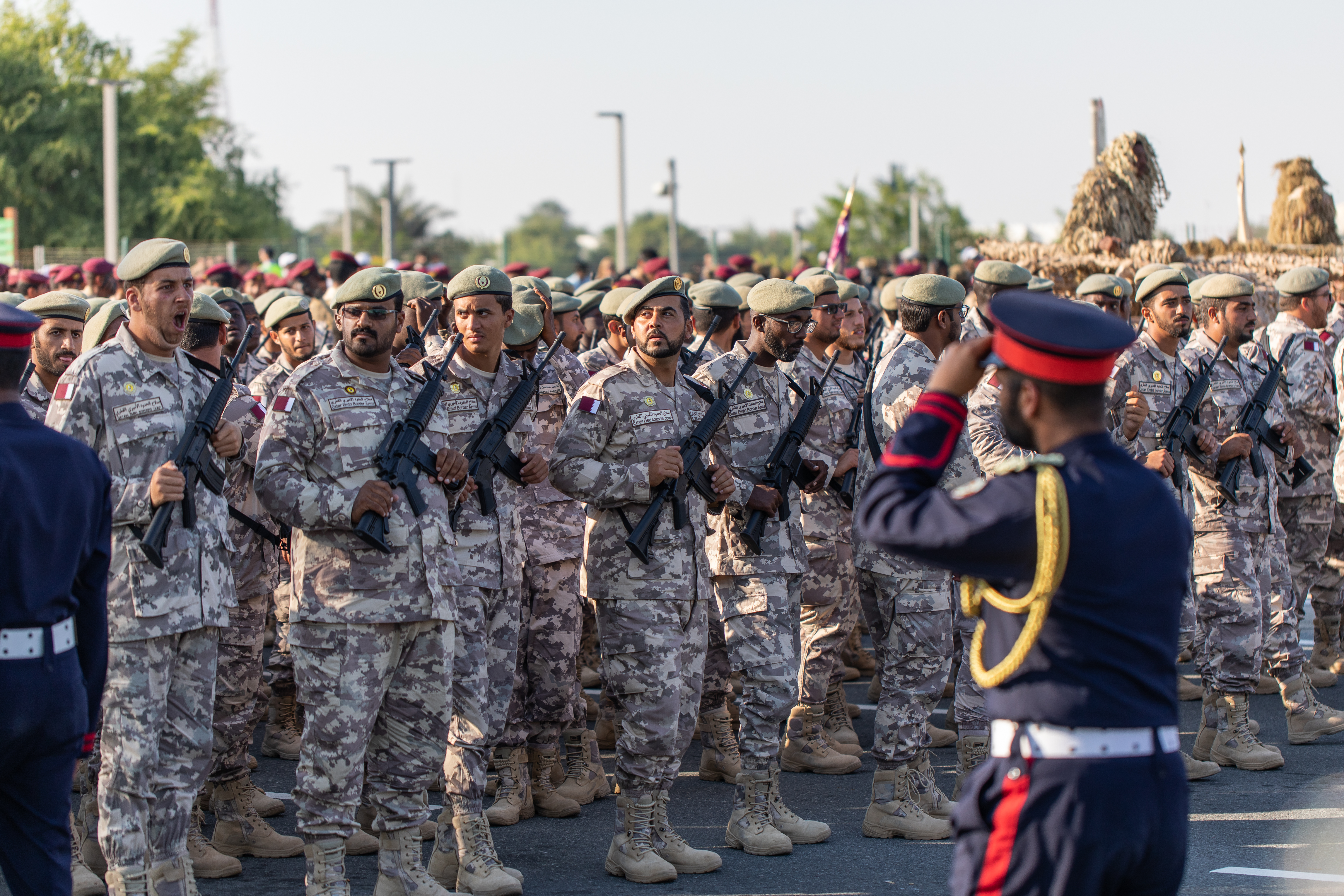
رژه سربازان در روز ملی قطر در ۱۸ دسامبر ۲۰۱۸.

نیروهای مسلح قطر نیروهای نظامی قطر هستند. بنابر گزارش سیپری، تا سال ۲۰۱۰، هزینه‌های دفاعی قطر به مجموع ۱٫۹۱۳ میلیارد دلار، یعنی در حدود ۱٫۵٪ از تولید ناخالص ملی بالغ شده‌است. قطر در سالهای ۲۰۰۲ و ۲۰۱۳ قراردادهای دفاعی با ایالات متحده و با انگلستان و همچنین قبلتر در سال ۱۹۹۴ با فرانسه امضا کرد. قطر نقش فعالی در تلاش‌های جمعی دفاعی شورای همکاری خلیج ایفا می‌کند. قطر همچنین میزبان بزرگ‌ترین پایگاه نظامی آمریکا در خاورمیانه است و در سال ۲۰۱۷ یک دفتر وابسته نظامی در واشینگتن افتتاح کرد.
سیپری گزارش کرده که برنامه‌های قطر برای تحول و توسعه نیروهای مسلحش به‌طور قابل توجهی در سال ۲۰۱۴ سرعت گرفت و در دوره زمانی ۲۰۱۰ تا ۲۰۱۴ ۴۶مین واردکننده بزرگ سلاح در جهان بوده‌است. در سال ۲۰۱۳ ۶۲ تانک و ۲۴ سلاح خودکششی به آلمان سفارش داد و در ۲۰۱۴ سفارش‌ها دیگری از جمله ۲۴ هلیکوپتر جنگی و ۳ هواپیمای AEW از ایالات متحده آمریکا، و ۲ هواپیمای سوخت‌رسان از اسپانیا، دنبال شد. از سال ۲۰۱۶، قطر توانایی‌های پیشرفته ضدهوایی و ضدکشتی خود را با دریافت سامانه‌های پاتریوت PAC-3 MSE, موشک اگزوسه ام‌ام۴۰ Block 3 و موشک ضدکشتی اتومات حفظ می‌کند.
در رده‌بندی قوی‌ترین ارتش‌های گلوبال فایرپاور 2024، نیروهای مسلح قطر رتبه نهم خاورمیانه را به خود اختصاص داد.

## تاریخچه
نیروهای مسلح قطر در سال ۱۹۷۱ و پس از استقلال قطر از بریتانیا، بنیان گذاشته شدند.
قطر در جنگ خلیج فارس در سال ۱۹۹۱، با یک گردان در نبرد خفجی، شرکت کرد. همچنین میزبان اسکادران ۶۱۴ام جنگنده‌های تاکتیکی در دوحه بود.
در ژوئیه ۲۰۰۸، آژانس همکاری امنیتی دفاعی ایالات متحده درخواست رسمی قطر برای پشتیبانی، آموزش، و تجهیزات و خدمات مرتبط با آن را اعلام کرد. ارزش کل قراردادهای پشتیبانی می‌تواند تا سقف ۴۰۰ میلیون دلار باشد.
قطر در ماه مارس ۲۰۱۱ شرکت نیروی هوایی خود در عملیات اجرای منطقه بدون پرواز لیبی را اعلام کرد.

## مداخله در یمن تحت رهبری عربستان سعودی
به گزارش الجزیره، در دسامبر ۲۰۱۶ قطر ۱۰۰۰ سرباز نیروی زمینی را برای مبارزه به طرفداری از عبدربه منصور هادی، رئیس‌جمهور مخلوع یمن، به آن کشور گسیل کرد. سربازان قطری با پشتیبانی ۲۰۰ خودروی زرهی و ۳۰ بالگرد آپاچی به استان مارب یمن اعزام شدند.
نیروهای مسلح قطر طی عملیات خود در یمن ۴ کشته و ۲ زخمی داشتند.

## شاخه‌های نظامی

### نیروی زمینی

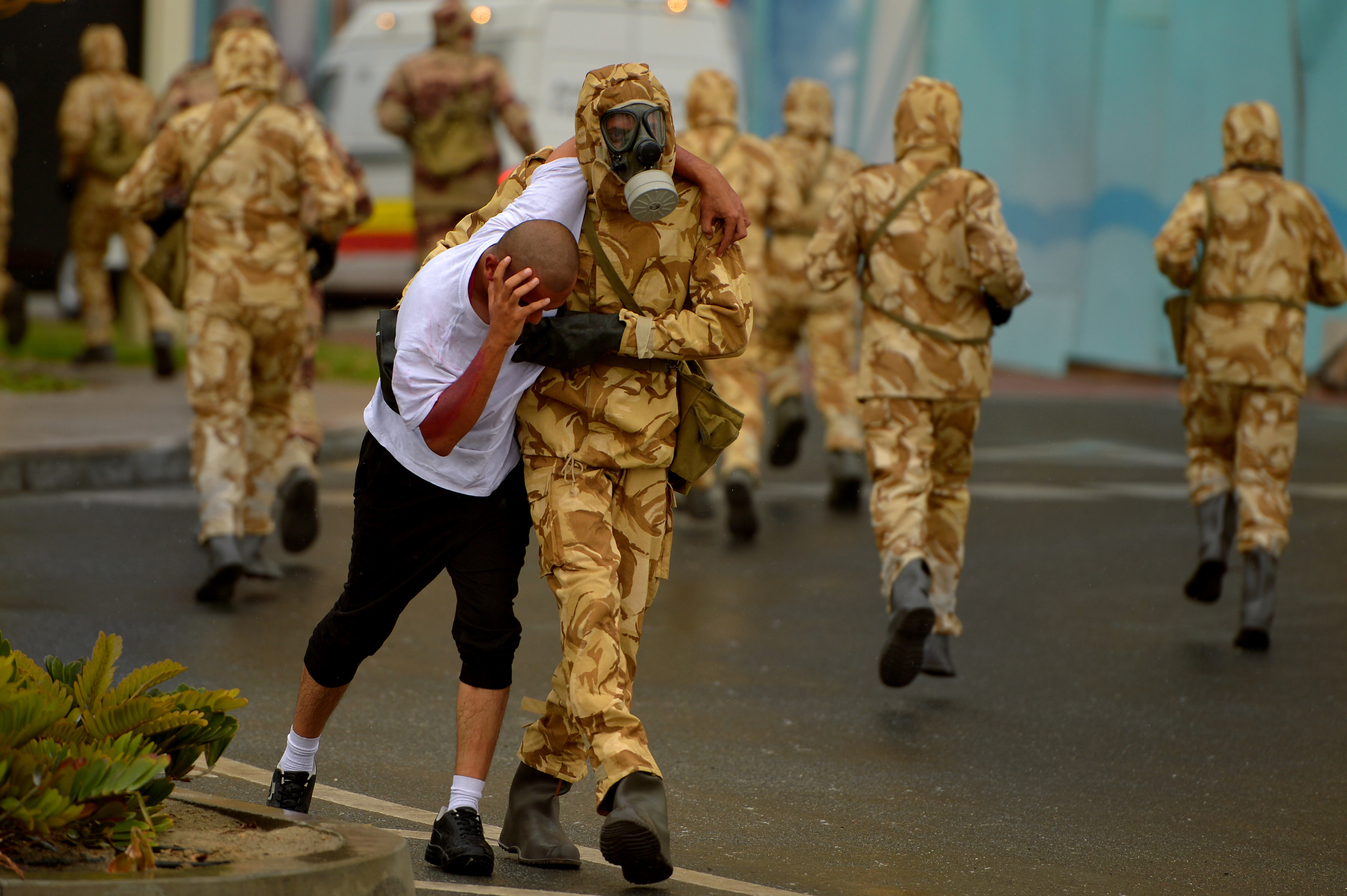
نیروهای مسلح قطر در حین آموزش.

نیروی زمینی قطر بزرگ‌ترین شاخه نیروهای مسلح قطر است.
قطر در ابتدا با تسلیحات بریتانیایی تجهیز شده بود، اما در دهه ۱۹۸۰ در پاسخ به تلاشهای فرانسه برای برقراری روابط نزدیکتر به خریدهای نظامی از فرانسه روی آورد. گردان تانک با تانک‌های AMX-30 ساخته فرانسه مجهز شدند، ولی بعدها تانک لئوپارد۲آ۷ ساخت آلمان جایگزین آنها شد. سایر خودروهای زرهی شامل AMX-10P APCs و VAB فرانسوی، که به عنوان وسیله نقلیه رزمی چرخدار مورد استفاده قرار گرفت. واحد توپخانه چندین توپ خودکششی ۱۵۵ میلیمتری فرانسوی دارد. اسلحه ضد تانک اصلی، موشک‌های فرانسوی میلان و موشک با سیم هدایت شونده HOT است.
قطر نیز در زمانی که ایالات متحده سعی در کنترل شدید موشک‌های سطح به هوای دوش پرتاب استینگر در خاورمیانه داشت، به‌طور غیرقانونی تعداد کمی از آنها را (احتمالاً از گروه‌های شورشی در افغانستان) به دست آورد. زمانی که قطر از باز پس دادن موشکها خودداری کرد، مجلس سنا در سال ۱۹۸۸ ممنوعیت کامل فروش اسلحه به قطر را تصویب کرد. این ممنوعیت در اواخر ۱۹۹۰، زمانی که قطر استینگرها را پس داد، لغو شد.

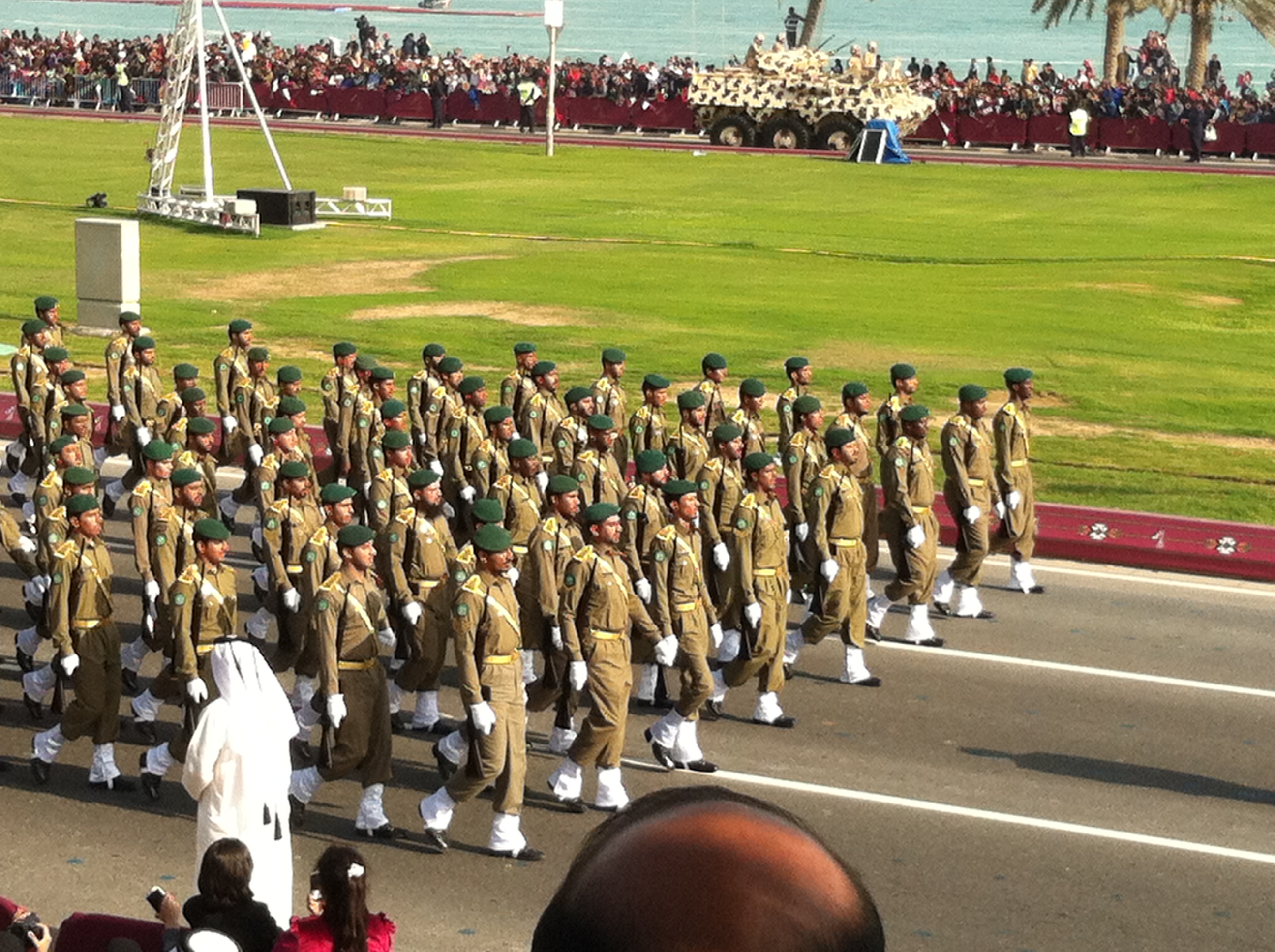
نیروهای مسلح قطر در جشن‌های روز ملی در کورنیش دوخه.

گردان تانک قطر در سال ۱۹۹۱ با تانک‌های AMX-30 خود در جنگ خلیج فارس در نبرد خفجی شرکت کرد. نیروهای قطر، که عمدتاً از سربازان پاکستانی تشکیل شده بود، به خوبی در طول جنگ انجام وظیفه کردند.
قطر قراردادی را با شرکت دفاعی آلمانی Krauss-Maffei Wegmann برای تحویل ۲۴ سیستم توپخانه PzH 2000 و ۶۲ تانک لئوپارد۲ امضا کرد.
آژانس همکاری امنیتی دفاعی ایالات متحده اعلام کرده‌است که قطر می‌خواهد مانند همسایه خود امارات متحده عربی، ۲ سامانه ضدموشکی تاد با برد متوسط بخرد.
درخواست آنها به ارزش ۶٫۵ میلیارد دلار است و شامل ۱۲ موشک‌انداز تاد، ۱۵۰ موشک تاد، ۲ کنترل آتش تاد و واحدهای ارتباطی، ۲ رادار AN / TPY-2 تاد و ۱ رادار هشدار زودهنگام (EWR) می‌شود. ایالات متحده آمریکا همچنین کامیون‌ها، ژنراتورها، واحدهای برق، تریلر، تجهیزات ارتباطی، تجهیزات تست و تعمیر آتش، یکپارچه سازی سیستم، تعمیر و بازگرداندن، آموزش و سایر پشتیبانی‌های مورد نیاز قطر را به فروش می‌رساند.

#### واحدهای اصلی نیروی زمینی
- تیپ گارد سلطنتی
  - گردان پیاده‌نظام
  - گردان پیاده‌نظام
  - گردان پیاده‌نظام
- نیروی زمینی قطر
  - گروهان نیروهای ویژه
  - گردان پیاده‌نظام مکانیکی
  - گردان پیاده‌نظام مکانیکی
  - گردان پیاده‌نظام مکانیکی
  - گردان پیاده‌نظام مکانیکی
  - گردان توپخانه
    - آتشبار توپخانه
    - آتشبار توپخانه
    - آتشبار توپخانه
    - آتشبار توپخانه
    - آتشبار ضدهوایی
- تیپ زرهی
  - گروهان خمپاره‌انداز
  - گردان تانک
  - گردان پیاده‌نظام مکانیکی
  - گردان ضدتانک

#### تانک‌ها و وسایل نقلیه
- ۶۲ دستگاه لئوپارد ۲ آ۷+ سفارش داده شده - ۳۲ تحویل شده[۱۸] (امکان خرید تا ۲۰۰ تانک در مجموع)[۱۹][۲۰]
- ۳۰ تا ۴۴ دستگاه AMX-30 MBT[۲۱] - با لئوپارد۲ جایگزین می‌شوند[۱۹]
- یک دستگاه تانک AMX-30 D Recovery
- ۳۶دستگاه MOWAG Piranha MK-II 8x8 CCTS-90mm turret[۲۲]
- ۴ دستگاه MOWAG Piranha ARVs-recovery[۲۳]
- ۴۰عدد AMX-10P IFV وضعیت نامعلوم
- ۱۵۸ دستگاه کامیون رنو VAB 6x6 APC
- ۴ دستگاه کامیون رنو VAB / VPM-81 4x4 APC با خمپاره‌انداز ۸۱ میلیمتری
- ۲۴ دستگاه کامیون رنو وی‌ای‌بی 4x4\6X6 VCAC-HOT APC با موشک‌انداز ضدتانک MBDA HOT[۲۴]
- ۳۲ دستگاه خودروی زرهی سبک Fennek سفارش داده شده
- ۲۷ دستگاه خودرو سبک تاکتیکی رنو شرپا ۲[۲۵]
- ۱۲ دستگاه سیستم Nexter AMX-10RC 105mm 6x6 ARV
- ۳۰ سیستم Nexter AMX-VCI IFV وضعیت نامعلوم
- ۸ دستگاه Cadilac LAV V150 Commando 4x4 APC
- ۶ دستگاه AM General Humvee M1115A2 4x4
- ۱۶ دستگاه VBL 4x4 APC
- ۳۲ دستگاه Engesa EE-9 Cascavel 90mm 6x6 ARV
- ۱۰ دستگاه Daimler FV-701 Ferret 4x4 ARV - وضعیت نامعلوم
- ۳۰ دستگاه Alvis Saracen 6x6 APC - وضعیت نامعلوم
- ۵ دستگاه رنو شرپا APC
- لندرور
- کامیون مرسدس بنز Unimog U-4000 \ U-5000
- کامیون Iveco Stralis
- کامیون کاماز
- ۲۰ دستگاه Thyssen Henschel UR-416 4x4 APC
- سیستم C4I

#### پشتیبانی آتش / توپخانه
| نام                       | کشور سازنده         | نوع               | تعداد       | تصویر       | یادداشت |             |
| خمپاره‌انداز               | خمپاره‌انداز         | خمپاره‌انداز       | خمپاره‌انداز | خمپاره‌انداز | خمپاره‌انداز | خمپاره‌انداز |
| ------------------------- | ------------------- | ----------------- | ----------- | ----------- | --- | ----------- |
| ال۱۶ ۸۱ میلیمتری          | بریتانیا            | خمپاره‌اندار       | ۳۰          |             | |             |
| توپخانه                   |                     |                   |             |             | |             |
| AMX F3 155 میلیمتر        | فرانسه              | توپ خودکششی       | ۲۲          |             | در حال جایگزین شدن با PzH2000 |             |
| PzH 2000 ۱۵۵ میلیمتری     | آلمان               | توپ خودکششی       | ۲۴          |             | |             |
| جی۵ ۱۵۵ میلیمتری          | آفریقای جنوبی       | هویتزر            | ۱۲          |             | جی۵ ۱۵۵ میلی‌متری - جایگزین شدن با PzH 2000 |             |
| بی‌ام-۲۱ گراد ۱۲۲ میلیمتری | شوروی               | راکت‌انداز چندتایی | نامعلوم     |             | |             |
| Astros II MLRS            | برزیل               | راکت‌انداز چندتایی | ۳           |             | SS-40 127mm SS-30 یا 180mm SS-۴۰ |             |
| HIMARS                    | ایالات متحده آمریکا | راکت‌انداز چندتایی | ۷           |             | قطر در دسامبر ۲۰۱۲ ایالات متحده را از درخواست خرید ۷ فروند M142 HIMARS و ۶۰ موشک M57 MGM-140 ATACMS بلاک 1A T2K و ۳۰ واحد راکت‌انداز چندتایی هدایت‌شونده M31A1 GMLRS کرد. ارزش این معامله ۴۰۶ میلیون دلار تخمین زده می‌شود. |             |

- ۱۵ دستگاه خمپاره‌انداز سنگین برندت ۱۲۰ میلیمتری
- ۴۰ دستگاه کارل گوستاو M2-550 84mm RCLs
- ۴۸ دستگاه موشک‌انداز ضد تانکMBDA HOT با ۱۰۰۰ موشک
- ۱۰۰ دستگاه موشک‌انداز ضد تانک ام‌بی‌دی‌ای میلان با ۶۳۰ موشک
- بوفورس AT4 CS سبک ای‌تی‌آرال
- موشک ضدتانک Swingfire
- ۵۰ دستگاه FGM-148 Javelin با ۵۰۰ موشک ضدتانک سفارش داده شده[۲۸]

#### دفاع هوایی
| نام             | کشور سازنده         | نوع             | تعداد           | تصویر           | یادداشت |                 |
| موشک‌های ضدهوایی | موشک‌های ضدهوایی     | موشک‌های ضدهوایی | موشک‌های ضدهوایی | موشک‌های ضدهوایی | موشک‌های ضدهوایی | موشک‌های ضدهوایی |
| --------------- | ------------------- | --------------- | --------------- | --------------- | --- | --------------- |
| پاتروت PAC-3    | ایالات متحده آمریکا | موشک سطح به هوا | ۱۱              |                 | در سال ۲۰۱۲، قطر درخواست ۱۱ پرتاب‌کننده پاتریوت PAC-3 و ۲۴۶ موشک هدایت شونده پاتریوت MIM-104E را کرد.                                                    |                 |
| رایپر           | بریتانیا            | موشک سطح به هوا | ۱۸              |                 | ۱۸ پرتاب‌کننده و ۲۵۰ موشک و ۶ رادار رایپر |                 |
| رولاند          | فرانسه              | موشک سطح به هوا | ۹               |                 | در سال ۱۹۸۶ قطر ۳ سیستم خودکششی رولاند ۲ و ۶ سیستم محافظ‌دار با ۲۰۰ موشک سفارش داد. تحویل در سال ۱۹۸۹ تکمیل شد.                                          |                 |
| تاد             | ایالات متحده آمریکا | موشک سطح به هوا | ۱۲              |                 | در سال ۲۰۱۴، قطر سفارش ۱۲ موشک‌انداز تاد، ۱۵۰ موشک تاد، ۲ کنترل آتش تاد و واحدهای ارتباطی، ۲ رادار AN / TPY-2 تاد و ۱ رادار هشدار زودهنگام (EWR) را داد. |                 |
| بلوپایپ         | بریتانیا            | موشک سطح به هوا | ۶               |                 | ۶ موشک‌انداز و ۵۰ موشک |                 |
| میسترال         | فرانسه              | موشک سطح به هوا | ۲۴              |                 | ۲۴ موشک‌انداز و ۵۰۰ موشک |                 |
| استینگر         | ایالات متحده آمریکا | موشک سطح به هوا | ۱۲              |                 | ۱۲ موشک‌انداز و ۶۰ موشک |                 |

#### تسلیحات سبک
- هکلر و کخ اچ‌کی۴
- زیگ زائور پی۲۲۶
- اسمیت اند وسون مدل ۱۰
- هکلر و کخام‌پی۵ آ۳
- استرلینگ MK-IV \ L2A3
- ام۱۶ آ-۱ ۳۰۰۰ تا[۳۱]
- کلت سی‌ای‌آر-۱۵ آ۱ ۳۰۰۰ تا
- ام۴ کارباین ۱۰۰ تا
- کلاشنیکف[۳۲]
- Heckler &amp; Koch HK21[۳۳]
- نارنجک‌انداز ام۲۰۳، ام۲۰۳-پی‌آی
- بارت ام۸۲ آ-۱
- آکاام
- آکا-۱۲ کلاشنیکف
- ام۲ برونینگ
- ولمت ام۷۶
- ولمت ام۶۲
- هکلر و کخ ژ-۳ آ۳
- اف‌ان فال ۰۰–۵۰
- اف‌ان مگ ۰۰–۶۰/تی-۱۴
- اف‌ان مینیمی
- موسبرگ ۷۰۰

### نیروی دریایی
نیروی دریایی قطر، شاخه دریایی نیروهای مسلح دولت قطر است.

### نیروی هوایی قطر
نیروی هوایی قطر در سال ۱۹۷۴، یعنی سه سال پس از استقلال از بریتانیا در سال ۱۹۷۱، شکل گرفت. در ابتدا مجهز هاوکر هانتر بود، ولی چندی بعد در ۱۹۷۹ نیروی هوایی به زودی گسترش خود را با خرید شش Dassault / Dornier آلفا جت آغاز کرد. بین سالهای ۱۹۸۰ تا ۱۹۸۴ چهارده فروند داسو میراژ اف۱ به قطر تحویل داده شد. پس از جنگ خلیج فارس، زیرساخت‌های نیروی هوایی قطر در ازای ۲۰۰ میلیون دلار توسط فرانسه ارتقا یافت که طی آن ۹ فروند داسو میراژ-۲۰۰۰ تک سرنشین چند منظوره و ۳ فروند داسو میراژ-۲۰۰۰ دوسرنشینه در اوت ۱۹۹۴ به سفارش داده شد. تحویل در دسامبر ۱۹۹۷ آغاز شد و شامل بازخرید ۱۱ فروند F1s باقی مانده توسط فرانسه شد که بعداً به اسپانیا فروخته شد.
واحدهای آن عبارتند از:
- شماره ۱ بال جنگنده
  - اسکادران ۷ برتری هوایی - میراژ-۲۰۰۰
    - ۹ Mirage 2000-5EDA تک سرنشین
    - ۳ 2000-5DDA آموزشی

  - اسکادران ۱۱ پشتیبانی نزدیک - آلفا جت
- شماره ۲ بال چرخشی
  - اسکادران ۶ پشتیبانی نزدیک - ایرباس_هلیکوپترز، آئروسپاسیال گازل
  - اسکادران ۸ ضدشناورهای سطحی - Westland Sea King Commando Mk 3
  - اسکادران ۹ چند نقش - Westland Sea King Commando Mk 2
- قطر امیری فلایت - بوئینگ سی-۱۷ گلوبمستر ۳

#### تجهیزات نیروی هوایی

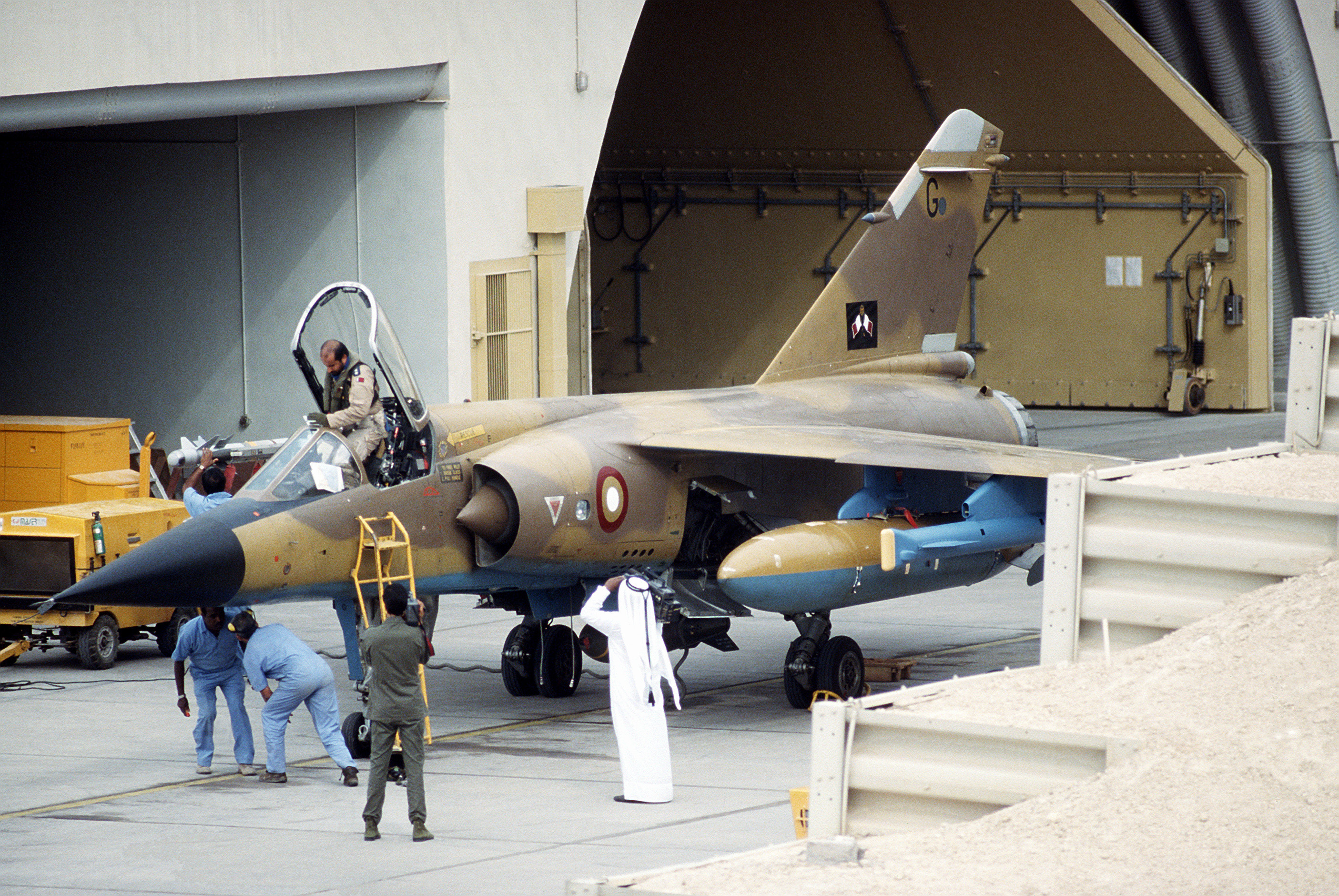
میراژ F1 قطر

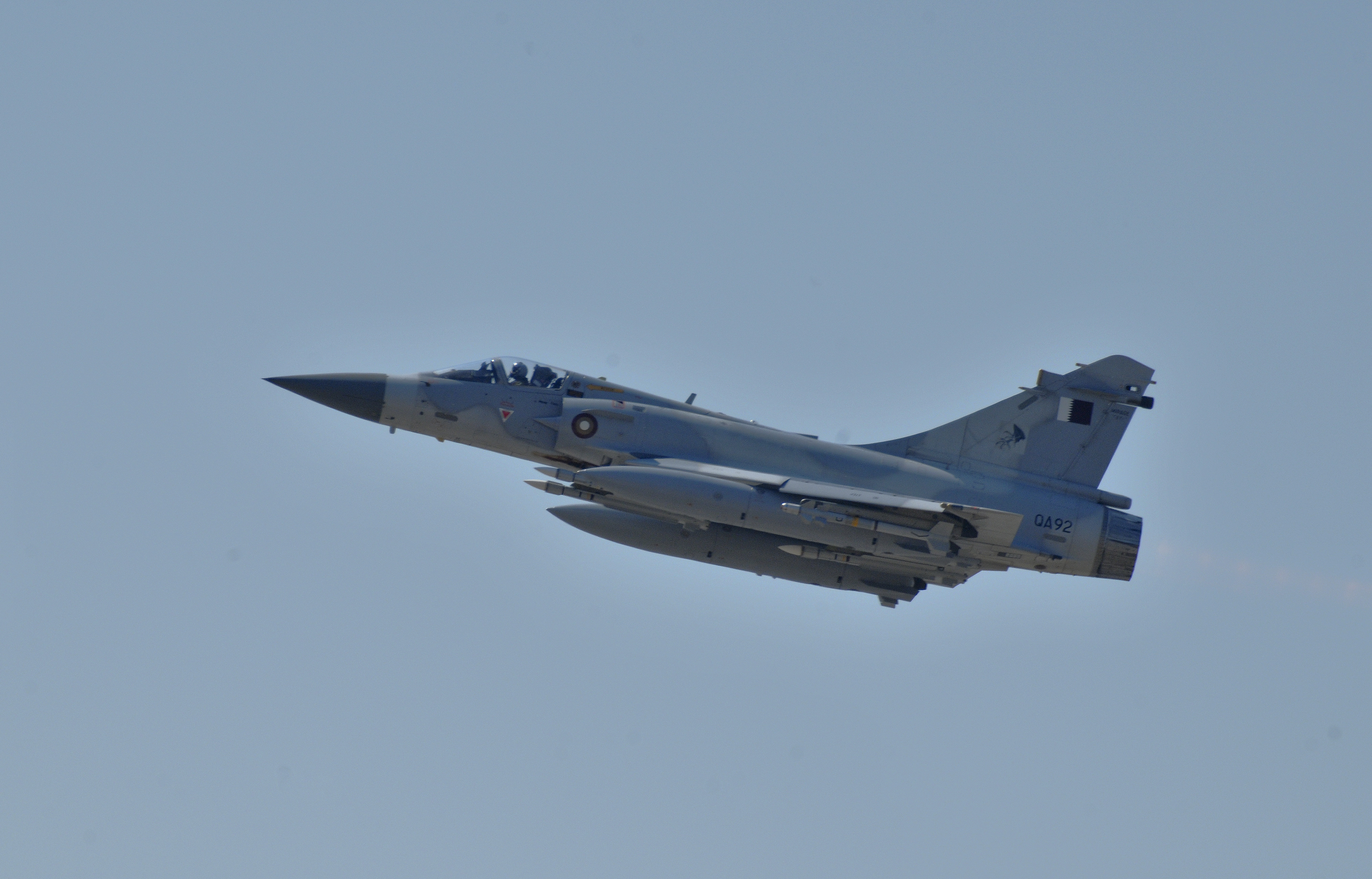
جنگنده قطری داسو میراژ-۲۰۰۰ در حین عملیات نظامی در لیبی

| هواپیما                          | کشور سازنده         | نوع                                     | مدل                            | در خدمت           | یادداشت |
| -------------------------------- | ------------------- | --------------------------------------- | ------------------------------ | ----------------- | --- |
| میراژ-۲۰۰۰                       | فرانسه              | جنگنده چندمنظوره                        | Mirage 2000-5                  | ۱۲                | در استفاده اسکادران هفتم برتری هوایی، اولین تحویل ۱۹۹۷                                                                          |
| رافال                            | فرانسه              | جنگنده چندمنظوره                        | Rafale                         | ۰                 | ۱۸ تک سرنشین و ۶ دوسرنشین سفارش داده شد، ۱۲ فروند دیگر هم سفارش داده شد                                                         |
| اف-۱۵ئی                          | ایالات متحده آمریکا | جنگنده تهاجمی                           | F-15QA                         | ۰                 | در ژوئن ۲۰۱۷ آمریکا با فروش ۳۶ فروند موافقت کرد                                                                                 |
| یوروفایتر تایفون                 | اتحادیه اروپا       | جنگنده چندمنظوره                        |                                | ۰                 | ۲۴ فروند سفارش داده شده، اولین هواپیما در ۲۰۲۲ تحویل خواهد شد                                                                   |
| بوئینگ ۷۳۷ ای‌ئی‌دابلیو سی         | ایالات متحده آمریکا | هشدار زودهنگام هوابرد و کنترل           | Boeing 737 AEW/C               | ۰                 | ۳ فروند سفارش داده شده |
| ایرباس ای۳۳۰ ام‌آرتی‌تی            | اسپانیا             | سوخت‌رسانی هوایی و حمل و نقل             | A330 MRTT                      | ۰                 | ۲ فروند سفارش داده شده |
| داسو فالکون ۹۰۰                  | فرانسه              | حمل و نقل افراد ویژه                    |                                | ۲                 | |
| ایرباس آ۳۴۰                      | فرانسه              | حمل و نقل افراد ویژه                    |                                | ۲                 | |
| ایرباس آ۳۲۰                      | فرانسه              | حمل و نقل                               |                                | ۱                 | |
| ایرباس آ۳۱۰                      | فرانسه              | حمل و نقل                               |                                | ۱                 | |
| ایرباس آ۳۰۰                      | فرانسه              | حمل و نقل                               |                                | ۱                 | |
| بوئینگ ۷۴۷اس‌پی                   | ایالات متحده آمریکا | حمل و نقل افراد ویژه                    |                                | ۲                 | |
| بوئینگ سی-۱۷ گلوبمستر ۳          | ایالات متحده آمریکا | حمل و نقل هوایی استراتژیک               | C-17A                          | ۴                 | یکی از آنها در استفاده قطر امیری فلایت است، ۴ فروند بین ۲۰۰۹ تا ۲۰۱۲ وارد خدمت شدند، ۴ فروند دیگر در ژوئن ۲۰۱۵ سفارش داده شدند. |
| بوئینگ ۷۰۷                       | ایالات متحده آمریکا | حمل و نقل افراد ویژه                    |                                | ۲                 | |
| بوئینگ ۷۲۷                       | ایالات متحده آمریکا | حمل و نقل افراد ویژه                    |                                | ۱                 | |
| سی-۱۳۰جی سوپر هرکول              | ایالات متحده آمریکا | حمل و نقل هوایی تاکتیکی                 | C-130J-30                      | ۴                 | همگی در ۲۰۱۱ وارد خدمت شدند. |
| سوپر مشاق                        | پاکستان             | هواپیمای آموزشی                         | PAC Super Mushshak             | ۸                 | |
| پایپر چروکی                      | ایالات متحده آمریکا | آموزش و ارتباطات                        | PA-28 Archer                   | ۱۰                | |
| پایپر سنکا                       | ایالات متحده آمریکا | آموزش و ارتباطات                        | PA-34 Seneca                   | ۴                 | |
| پیلاتوس پی‌سی-۲۱                  | سوئیس               | هواپیمای آموزشی ابتدایی و پیشرفته       | PC-21                          | ۰                 | ۲۴ فروند سفارش داده شده |
| آلفا جت                          | فرانسه              | آموزشی پیشرفته/تهاجمی سبک               | Alpha Jet E                    | ۶                 | در استفاده اسکادران ششم پشتیبانی نزدیک                                                                                          |
| بوئینگ ای‌اچ-۶۴ آپاچی             | ایالات متحده آمریکا | بالگرد جنگنده                           | AH-64D                         | ۰                 | ۲۴ فروند سفارش داده شده |
| ان‌اچ۹۰                           | فرانسه              | حمل و نقل وزن متوسط                     | NH-90                          | ۰                 | ۱۲فروند سفارش داده شده |
| ان‌اچ۹۰                           | ایتالیا             | تسلیحات ضدزیردریایی و تسلیحات ضدسطح     | NFH-90                         | ۰                 | ۱۰ فروند سفارش داده شده |
| وستلند لینکس-اچ‌سی۲۸              | بریتانیا            | بالگرد                                  |                                | ۳ (وضعیت نامعلوم) | احتمالاً از رده خارج شده‌اند |
| آئروسپاسیال گازل                 | فرانسه              | بالگرد جنگنده/پشتیبانی                  | SA 342G (12)/L (2)             | ۱۴                | در استفاده اسکادران ششم پشتیبانی نزدیک                                                                                          |
| سیکورسکی یواچ-۶۰ بلک هاوک سیهاوک | ایالات متحده آمریکا | ASW helicopter                          |                                |                   | |
| آگوستاوستلند ای‌دابلیو۱۳۹         | ایتالیا             | حمل و نقل تاکتیکی، بالگرد امداد         |                                | ۲۱                | |
| سیکورسکی اس-۹۲                   | ایالات متحده آمریکا | حمل و نقل افراد ویژه                    |                                | ۲                 | |
| وستلند کوماندو                   | بریتانیا            | بالگرد حمل و نقل/پشتیبانی و گارد دریایی | Commando 2A, 2C and 3 variants | ۱۲–۱۳             | کوماندو ۲آ/۲سی در استفاده اسکادران نهم چندمنظوره کوماندو ۳ در استفاده اسکادران هشتم ضدشناورهای سطحی                             |

#### موشک‌ها
- ۱۴۴ فروند ام‌بی‌دی‌ای میکا -RF  فرانسه
- ۲۷۲ فروند ام‌بی‌دی‌ای Magic-II R.55O  فرانسه
- ماترا / ام‌بی‌دی‌ای R.530  فرانسه
- ۱۲۸ فروند ام‌بی‌دی‌ای AS-30L  فرانسه
- ۵ فروند ام‌بی‌دی‌ای اگزوسه AM-39  فرانسه
- ۲۲۵ فروند Euromissile HOT ATGM (برای هلیکوپترهای تهاجمی SA-342)  فرانسه /  آلمان
- ۵۰ فروند آپاچی مروارید سیاه ASM (برای میراژ ۲۰۰۰–۵)  فرانسه
- SY400 \ BP-12A  چین

#### تجهیزات دیگر
- ۶ دستگاه رادار TRS-2100 Tiger  فرانسه
- پهپاد TTL BTT-3 Banashee  بریتانیا

#### هواپیمای آینده
در ماه مه ۲۰۱۵، نیروی هوایی قراردادی را برای ۲۴ جنگنده رافائل به ارزش ۶٫۳ میلیارد یورو (۷ میلیارد دلار) امضا کرد. این قرارداد قطر را به سومین مشتری بزرگ این جنگنده پس از مصر و هند تبدیل کرد. دولت قطر قراردادی را با بوئینگ امضا کرده‌است تا ۴ هواپیمای دیگر بوئینگ سی-۱۷ گلوبمستر ۳ را خریداری نماید.